# Chicago Stock Exchange

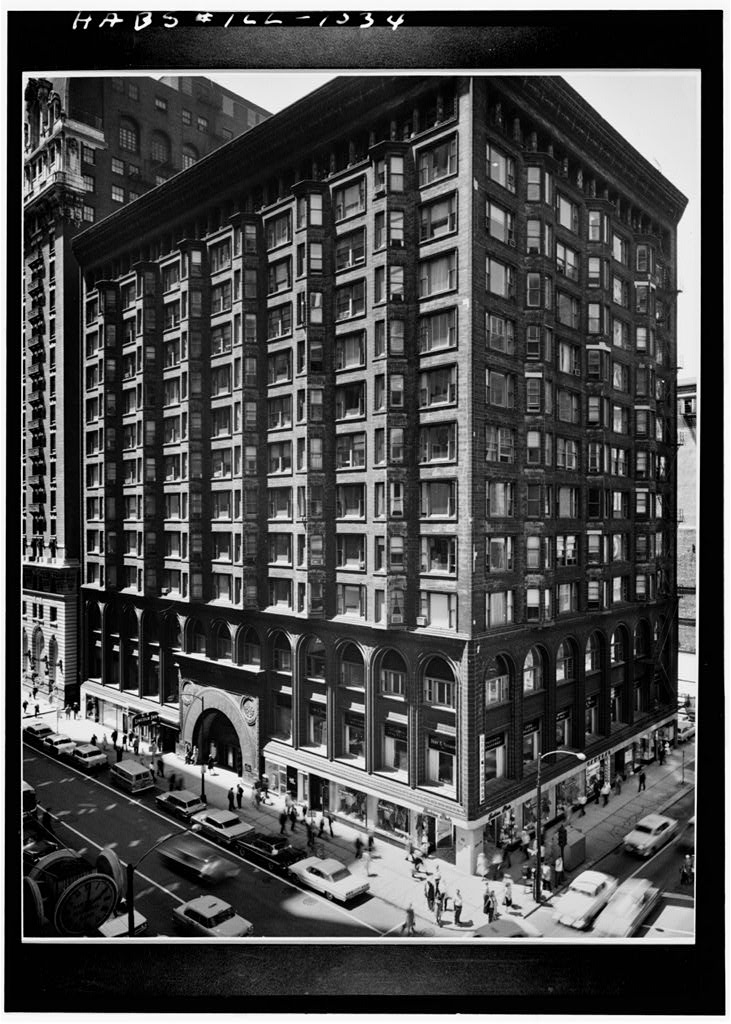
Das alte Börsengebäude im Jahr 1963

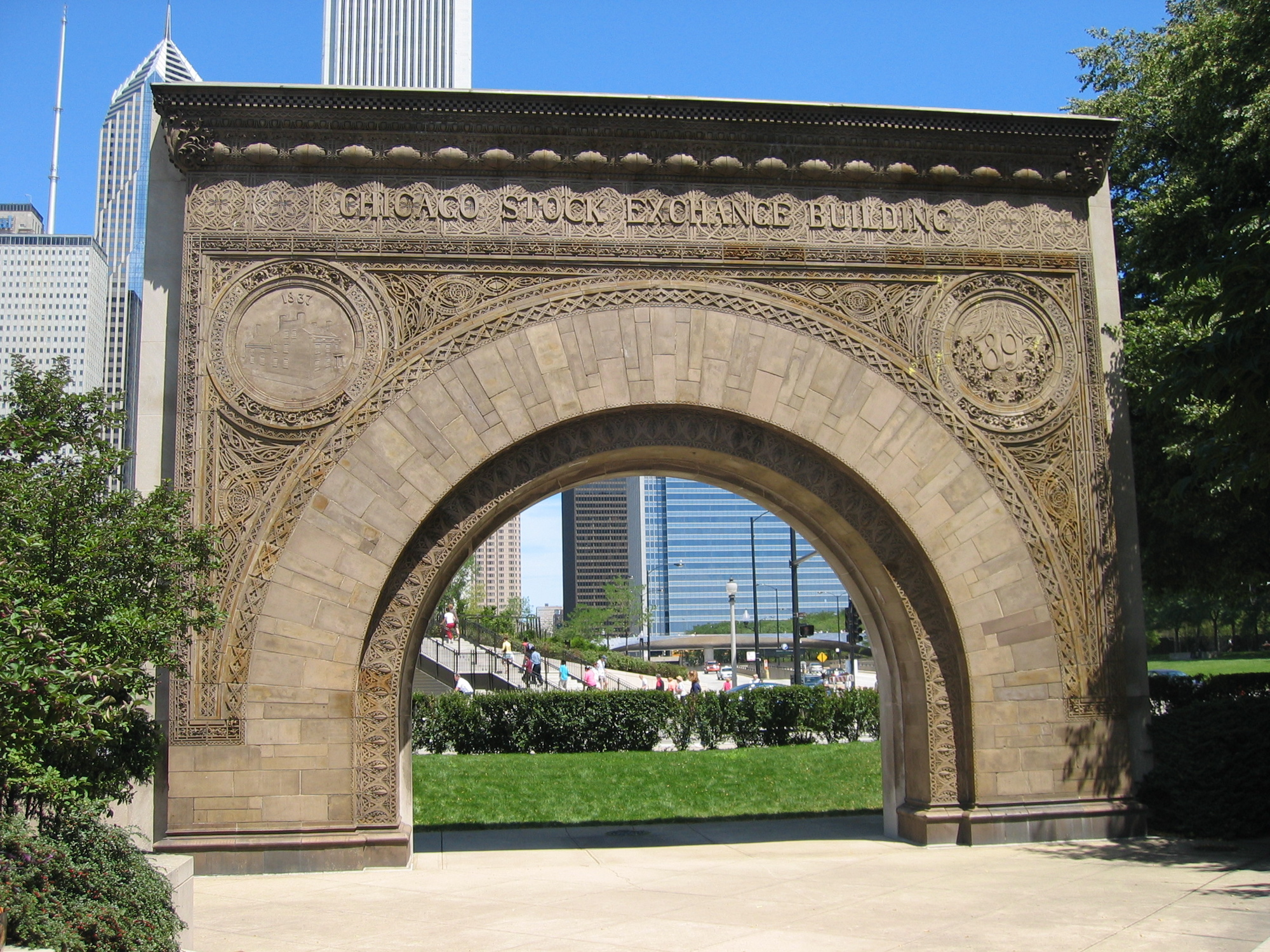
Eingangselement des 1972 abgerissenen Gebäudes, heute im Art Institute of Chicago ausgestellt

Die Chicago Stock Exchange (CHX) ist eine Wertpapierbörse in Chicago. Sie ist die größte regionale Börse in den Vereinigten Staaten und befindet sich im One Financial Place-Hochhaus in der 440 South LaSalle Street. Das Unternehmen wird von der U.S. Securities and Exchange Commission (SEC) kontrolliert.
Zusammen mit der Chicago Mercantile Exchange (CME) und dem Chicago Board of Trade (CBOT) begründet die Chicagoer Börse die Bedeutung Chicagos als einen der wichtigsten Finanzplätze der USA.

## Geschichte
Die Chicago Stock Exchange wurde am 21. März 1882 gegründet; als erster Vorsitzender wurde Charles Henrotin gewählt. Im selben Jahr bezog das Institut ein Gebäude in der Dearborn Street. 1894 wurde die Börse in ein von dem Architektenbüro Adler & Sullivan gestaltetes Hochhaus an der Ecke Washington Street/LaSalle Street verlegt. Dieses zu den ältesten Hochhäusern Chicagos gehörende Gebäude wurde 1972 abgerissen; Teile werden heute im Innen- und Außenbereich des Art Institute of Chicago ausgestellt.
Von Juli bis Dezember 1914 war die Börse aufgrund des Ausbruchs des Ersten Weltkrieges geschlossen. Im Jahr 1920 wurde die Stock Clearing Corporation gegründet. Im Rahmen des großen Börsencrashes am 29. Oktober 1929 (Schwarzer Donnerstag) wurde auch die Chicagoer Börse schwer getroffen. 1949 erfolgte die Verschmelzung mit den regionalen Börsen in St. Louis, Cleveland und Minneapolis/St. Paul zur Midwest Stock Exchange, der 1959 auch noch die New Orleans Stock Exchange beitrat. Im Jahr 1978 wurde in Chicago das Intermarket Trading System (ITS) eingeführt, das den Handel an verschiedenen Börsenplätzen ermöglichte. 1990 kam es zu der Rückbenennung der Börse in Chicago Stock Exchange.

## Heute
Im Jahr 2005 genehmigte die SEC die Umwandlung der Börsengesellschaft in eine gewinnorientierte Kapitalgesellschaft. Die Börse ist heute eine Tochtergesellschaft der CHX Holdings, Inc. In Chicago können mit Erlaubnis der SEC auch Aktien von Unternehmen gehandelt werden, die hier nicht notiert sind. Der wichtigste Terminkontrakt auf US-Aktien, der Future auf den S&P-500-Index wird neben New York (New York Stock Exchange) vor allem in Chicago gehandelt. Hier haben heute die größten Terminbörsen der USA ihren Sitz.